# Verkiezingen voor het Europees Parlement 2009/Kandidatenlijst/Open Vld
Dit is de kandidatenlijst van het Belgische Open Vld voor de Europese verkiezingen van 2009. De verkozenen staan vetgedrukt.

## Effectieven
1. Guy Verhofstadt
2. Annemie Neyts
3. Dirk Sterckx
4. Hilde Vautmans
5. Annick De Ridder
6. Davy Brocatus
7. Rik Remmery-Vannieuwenhuyse
8. Martine Lesaffre
9. Caroline De Padt
10. Alexander De Croo
11. Margriet Hermans
12. Herman Schueremans
13. Roland Duchatelet

## Opvolgers
1. Philippe De Backer
2. Gwendolyn Rutten
3. Sas Van Rouveroij
4. Carmen Willems
5. Marleen Renders
6. Annemie Turtelboom
7. Vincent Van Quickenborne
8. Karel De Gucht